# 御龍山

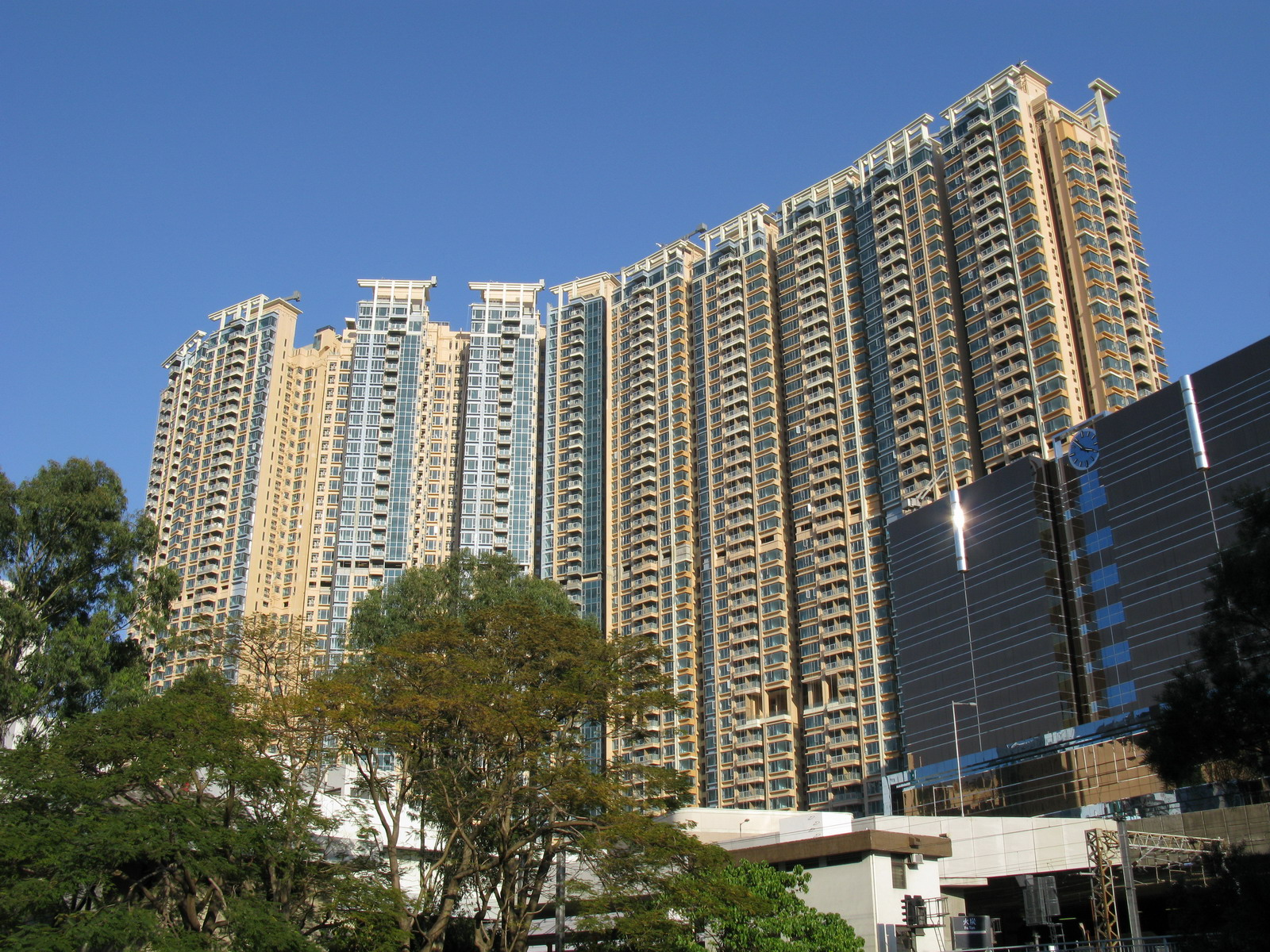
御龍山西面

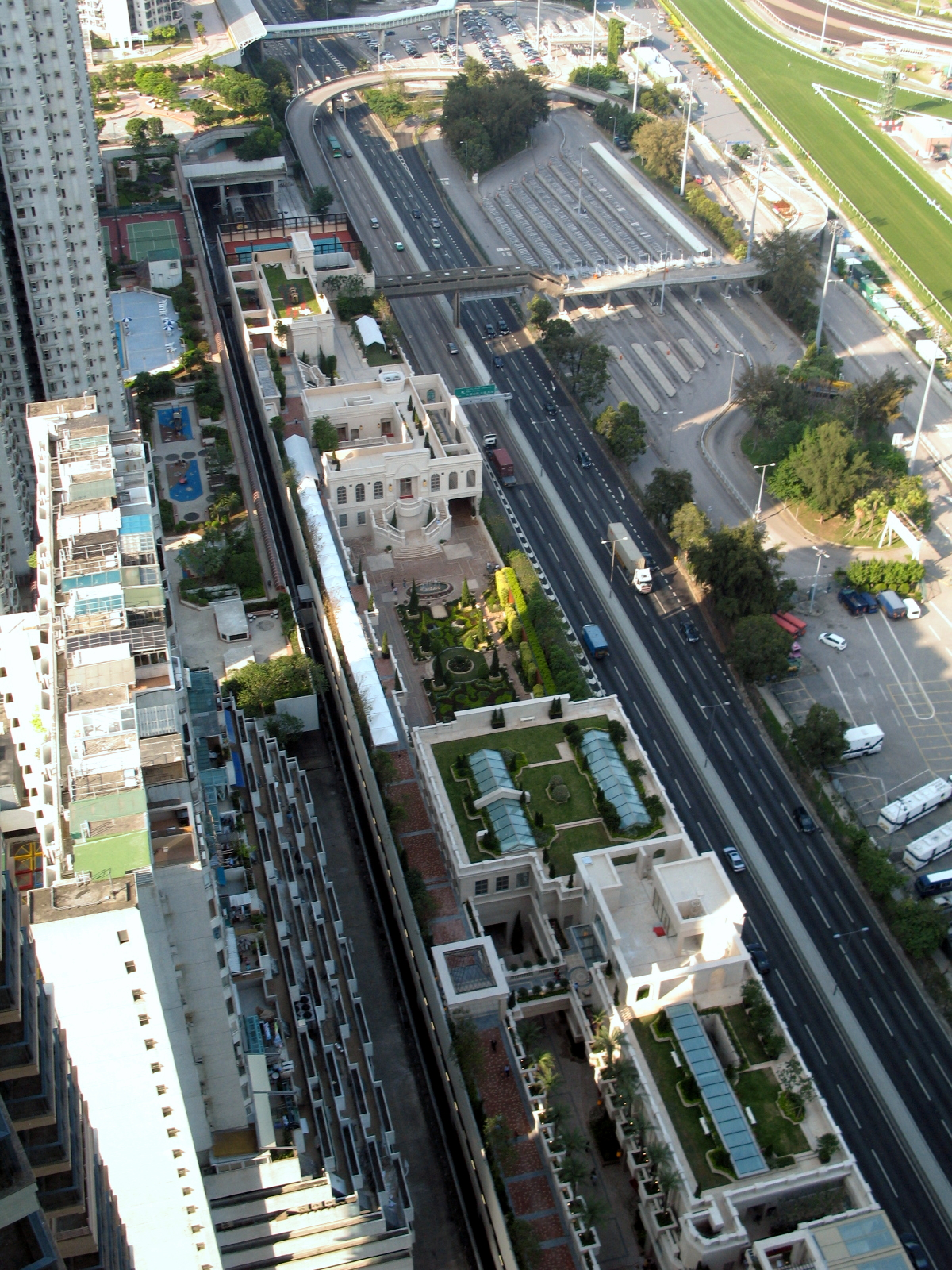
御龍山會所及園林全貌

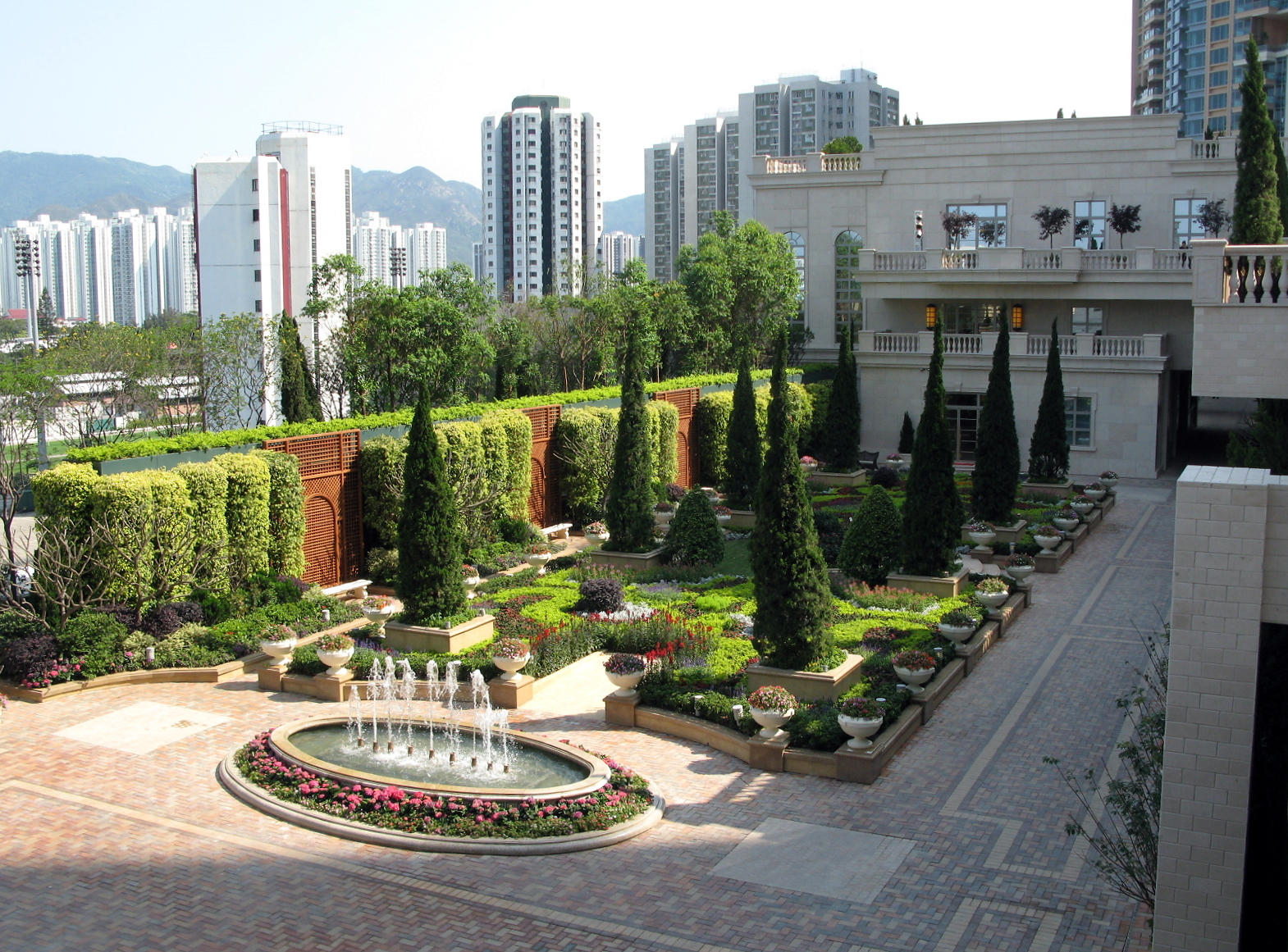
詩人花園

御龍山（英語：The Palazzo）是香港私人屋苑，位於香港新界沙田區港鐵火炭站旁，提供1,375個住宅單位及230個住客車位，由信和置業和港鐵公司合作發展，並設有行人天橋連接至港鐵火炭站。2008年5月以預售樓花形式首次開售，物業於2009年3月落成，5月底起收樓入伙（首份公契於5月4日簽立）。屋苑由港鐵公司以「Premier Management Services」名義管理。

## 歷史
御龍山是繼銀禧花園及駿景園後何東樓車廠第三個上蓋物業發展，亦是沙田區首個必須設有隔火層的屋苑；但所在之處並非何東樓故址，附近只有何東樓村，銀禧花園第六座原址才是昔日何東樓。而物業底部以往亦非車廠有蓋部分建築，曾用作機務段及工程車充油站（在此項目建成後，基座重新作車廠附設機務段及路軌工場）。
御龍山現址原由九廣鐵路公司於1996年批予新鴻基地產發展「駿景園三期」，但新鴻基地產於1998年8月放棄發展。其後，為償還興建馬鞍山支線及尖沙咀支線之債務，九鐵於2002年為此項目重新招標，由信和置業附屬公司「富輝建業有限公司」奪得發展權，並於2003年9月機務段臨時遷置並清拆後動工。
按照原來安排，此屋苑將於2006或2007年內預售，並成為首個由九鐵直接管理的上蓋屋苑。然而，屋苑直至兩鐵合併前仍未獲安排預售，而物業發展及管理權則隨合併而售予港鐵公司。
2007年10月9日，九鐵物業部主管曾帶領深圳市地鐵公司物業發展分公司人員，到此屋苑平台視察建築進度，並向深圳地鐵人員介紹九鐵公司物業發展情況。

## 單位
御龍山由10幢大廈組成，呈波浪形設計。不包括基座車廠，大廈樓高40至42層（各座最高樓層為57至65樓不等），合共提供1,375個住宅單位，主要提供2房至4房單位，面積由648平方呎至4,178平方呎以上。單位樓底高度達10呎4吋至10呎11吋，每戶均建有環保露臺。大廈高層設有11伙特色戶，命名為Palazzo Villa，室內建築面積2,019呎至4,178呎，其中5個為複式單位（4個未售頂層單位曾傳於2016年初再度發售，但直到2018年3月，發展商才發出新版售樓資料，並在一年後才以招標方式售出其中兩個單位），並首創入戶泳池的概念，每戶客廳建有一個私家泳池，水深1.4米 。2020年，手遊「神魔之塔」創辦人曾建豪以8,000萬元購入第9座63樓A單位，頂層複式連泳池特色戶單位，呎價約26,059元。

## 住客會所
御龍山住客會所命名為The Palazzo Derby，建於項目平台鋼結構部分上方，發展商聲稱會所斥資10億港元興建，由室內設計師赫希貝德納總公司設計。會所及園林總面積達22萬呎，總長度逾500米。會所採用歐洲宮殿設計，設施包括以古羅馬為主題的室內溫泉浴池及恆溫泳池、3幢獨立董事大屋、桑拿室、室內多用途運動場、健身室、保齡球場、乒乓球室、遊戲室、健康舞室、水療室、卡拉OK室、音樂室、迷你影院、網球場及園藝花園等。會所外設有150呎戶外泳池。

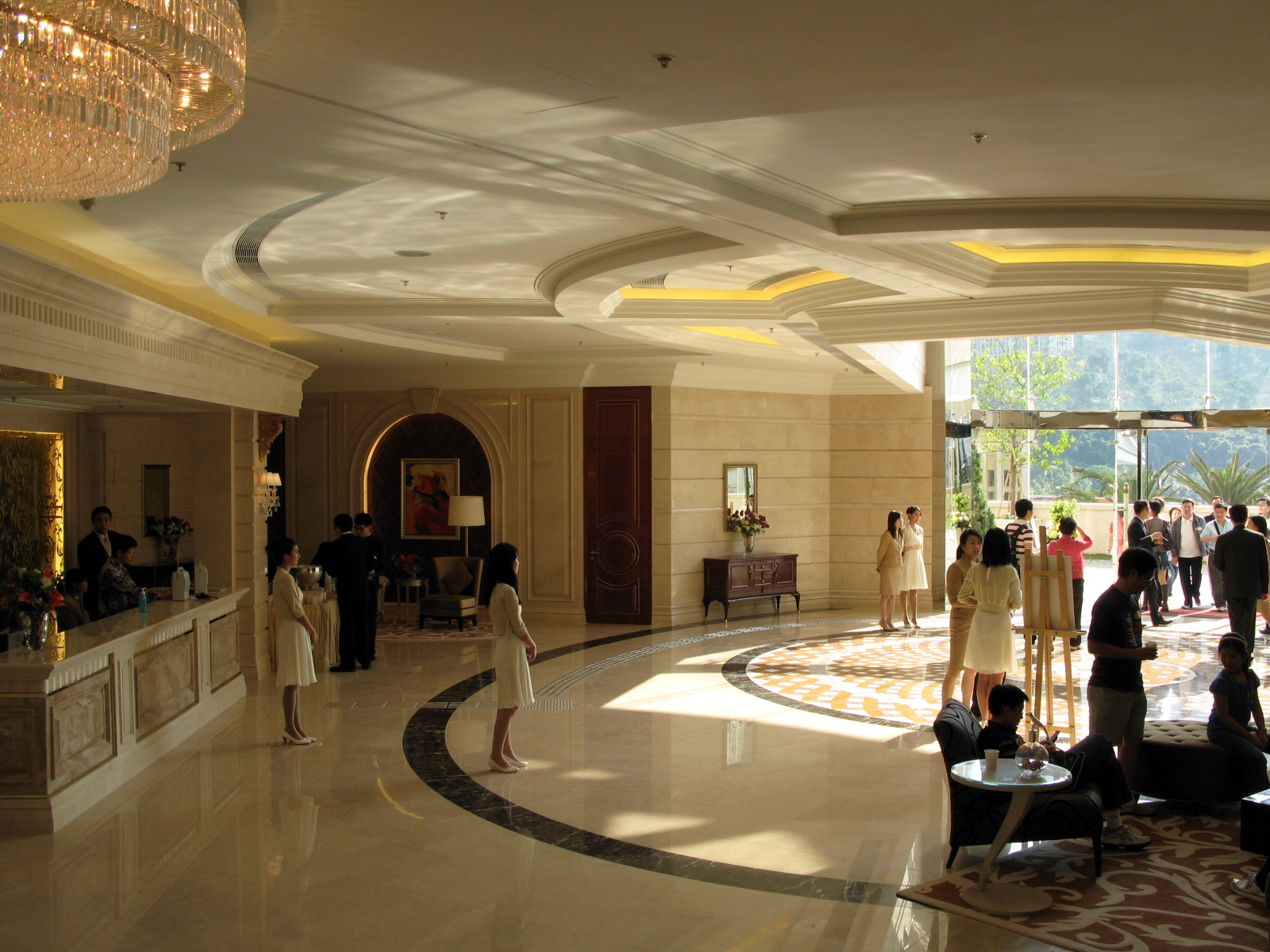
會所大堂
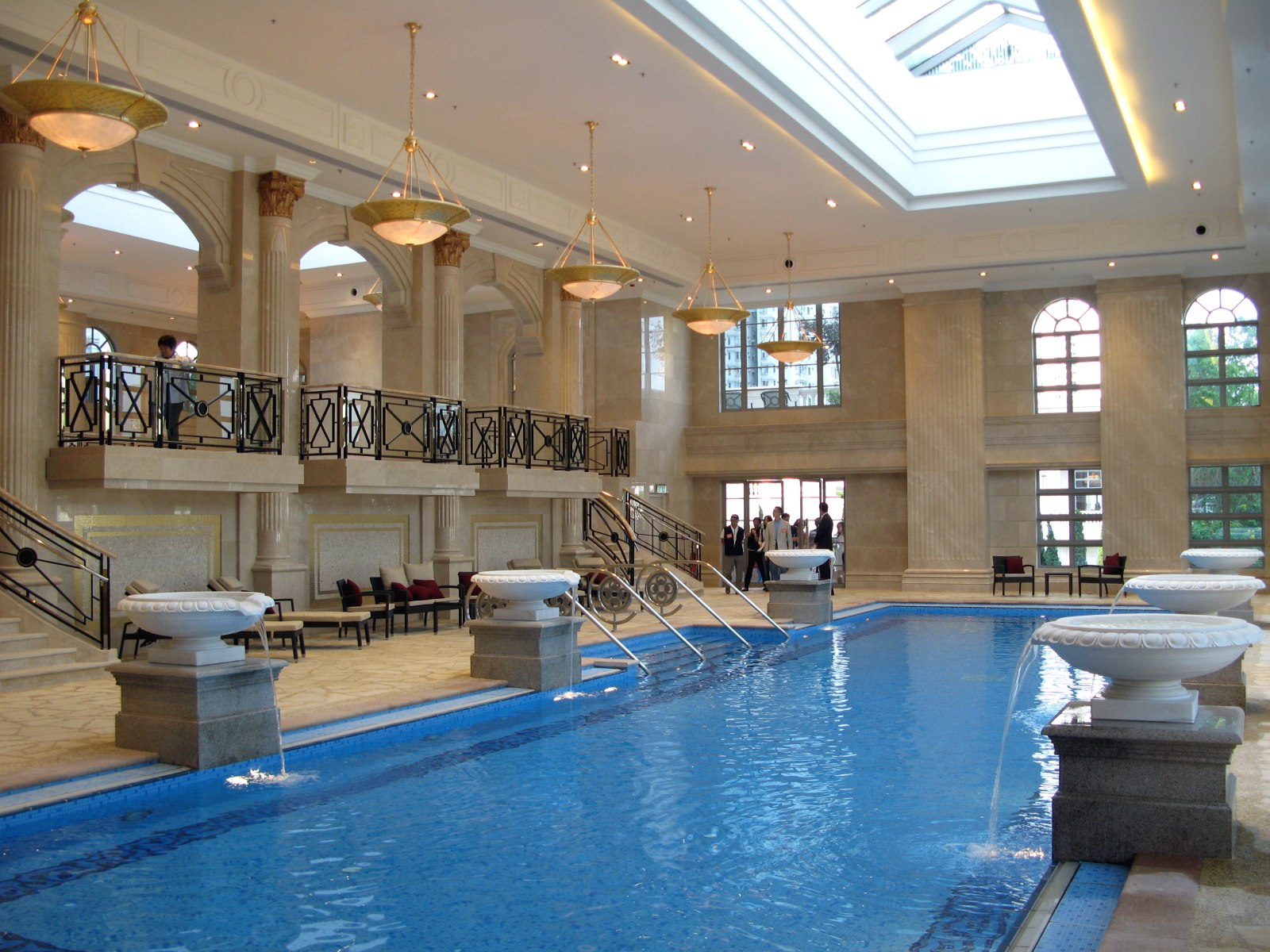
古羅馬為主題的室內泳池
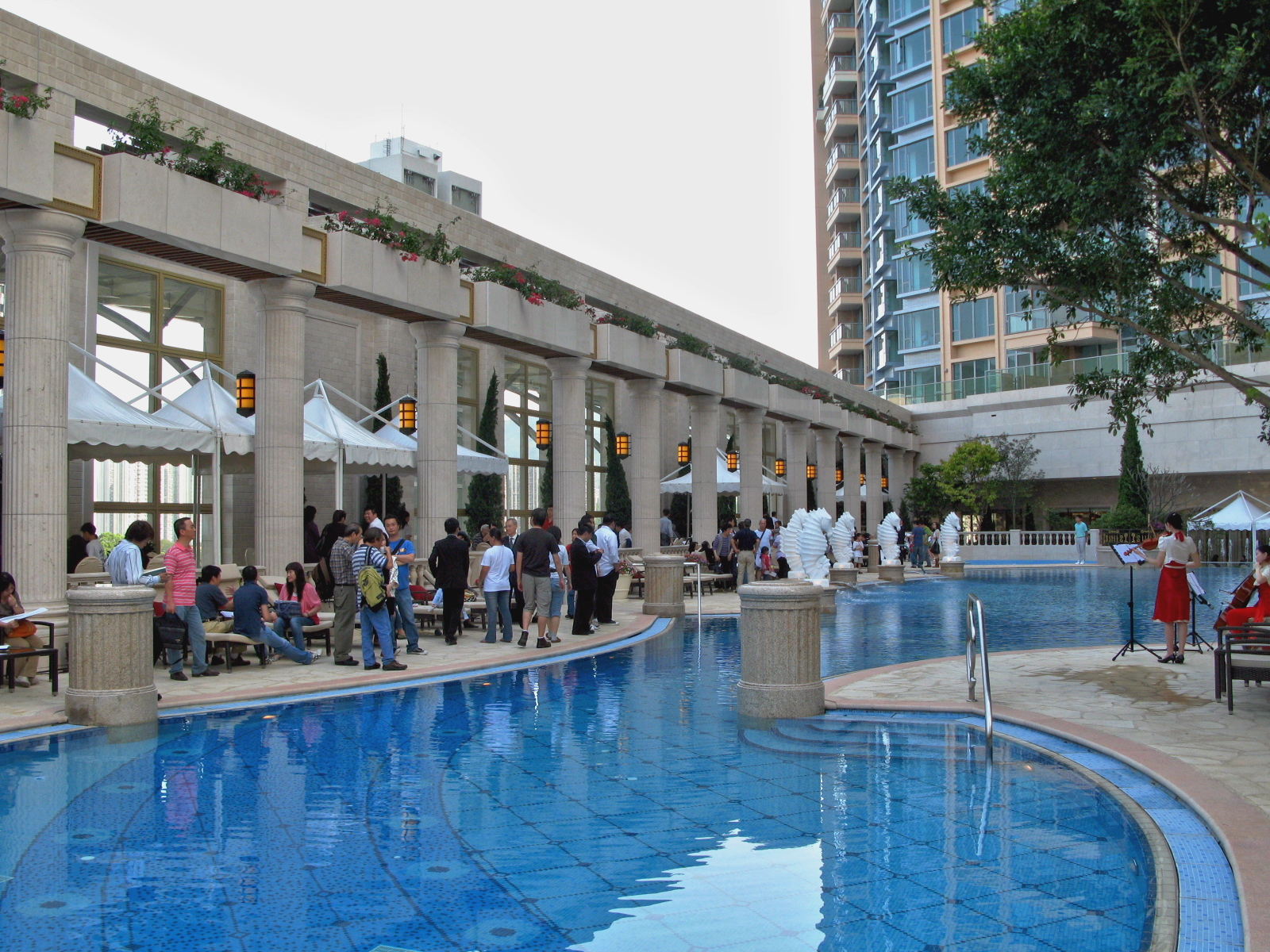
戶外泳池
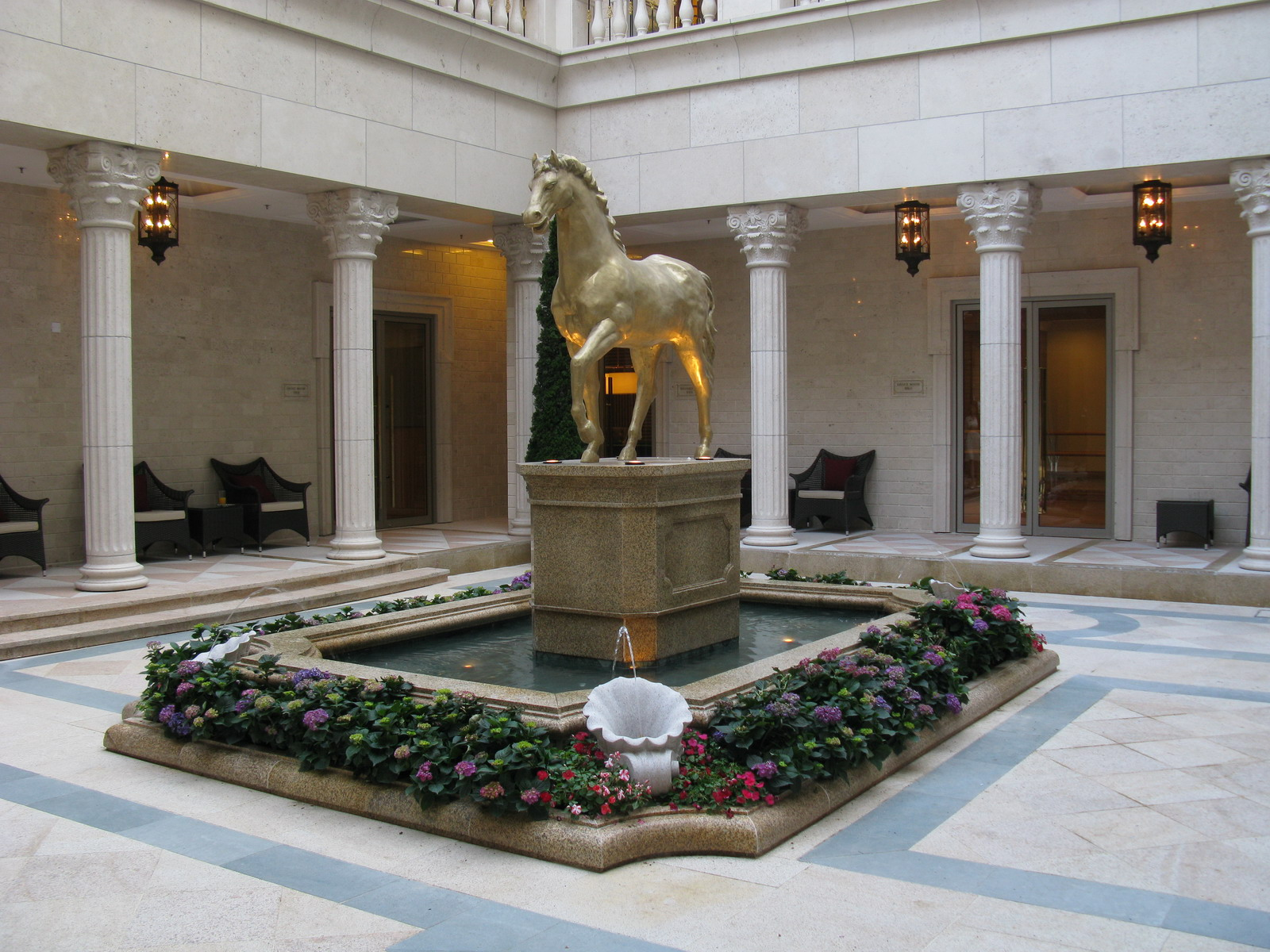
馬術庭園
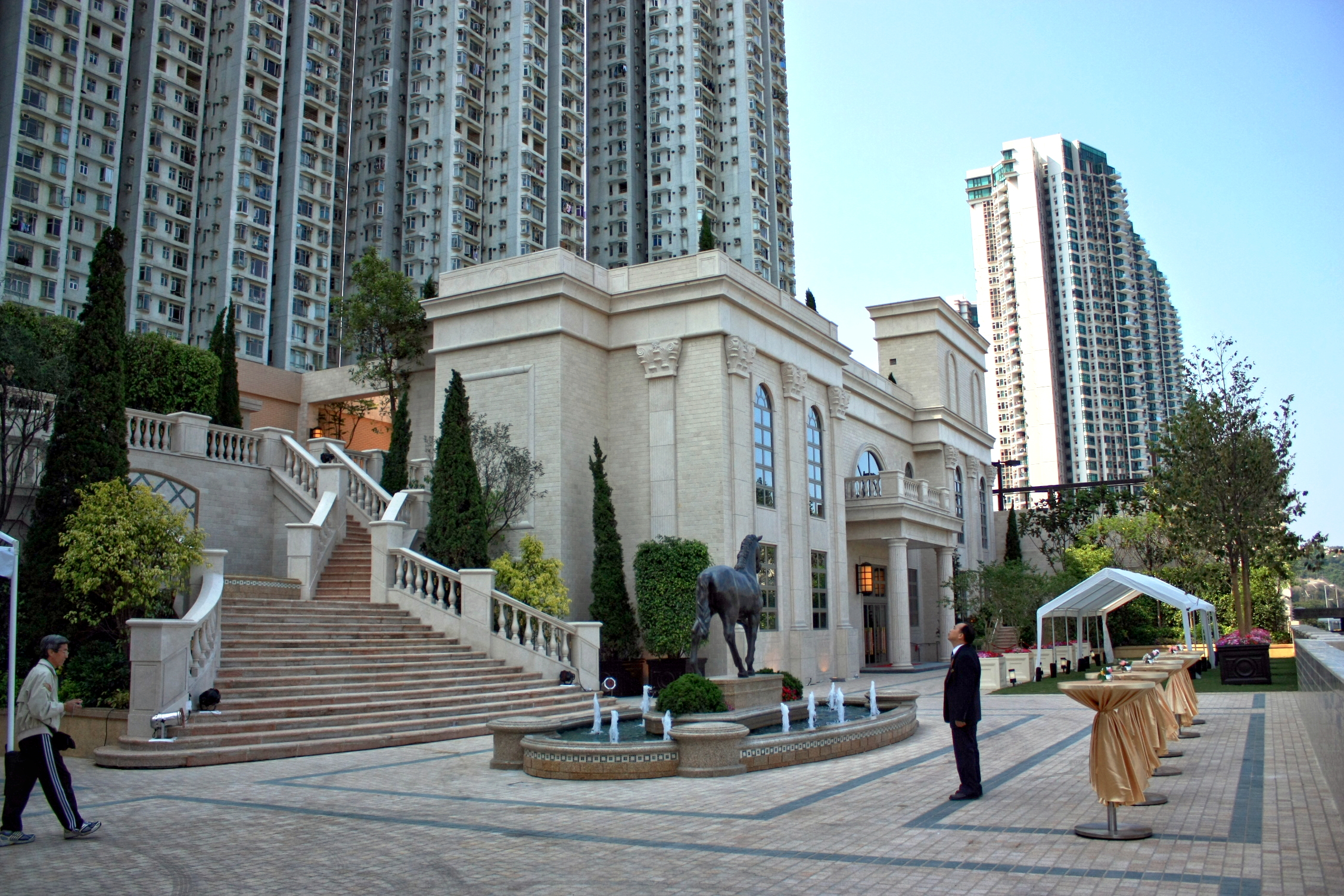
米高安哲羅廣場
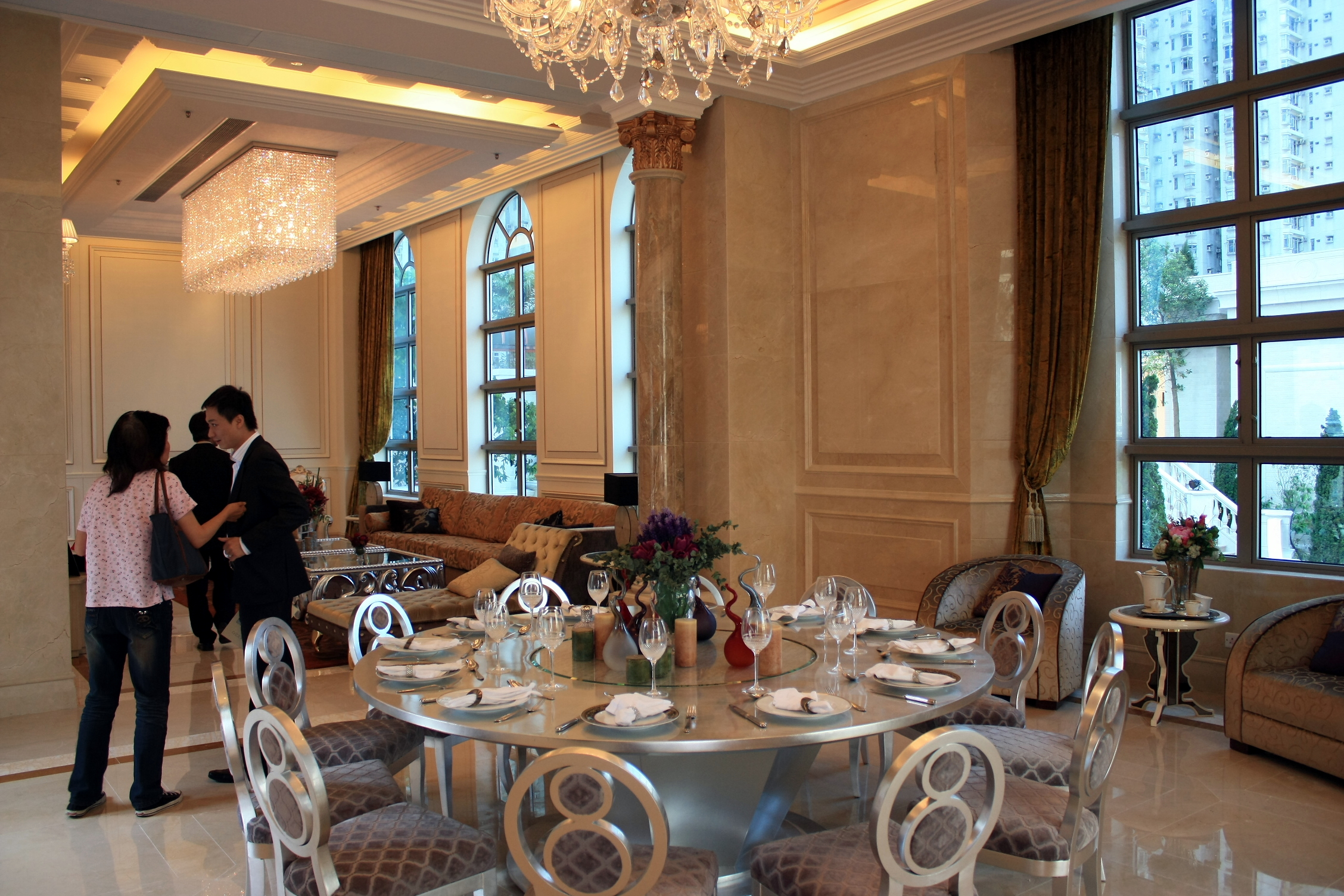
董事大屋大廳
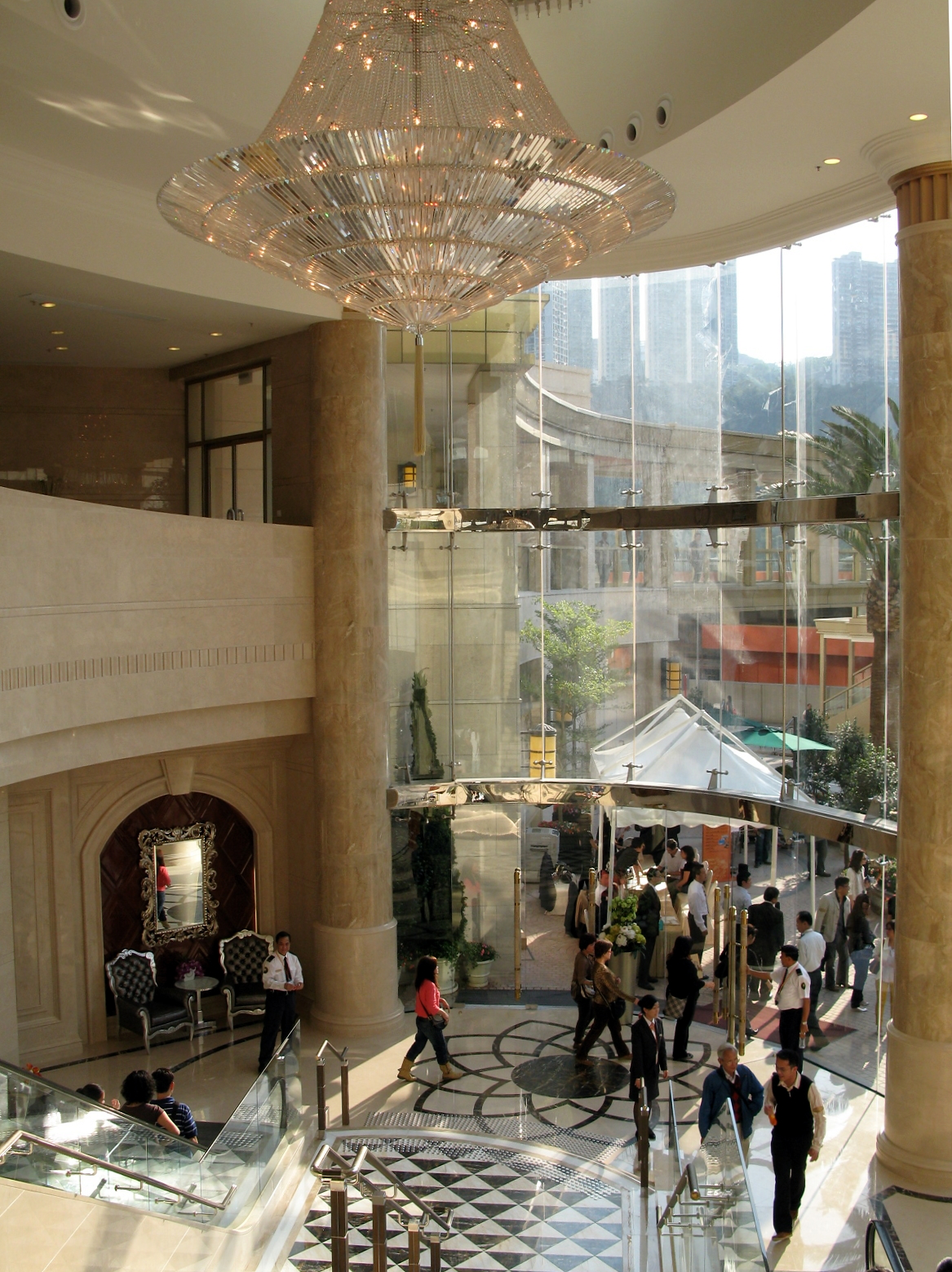
御龍山入口大堂

## 興建圖集

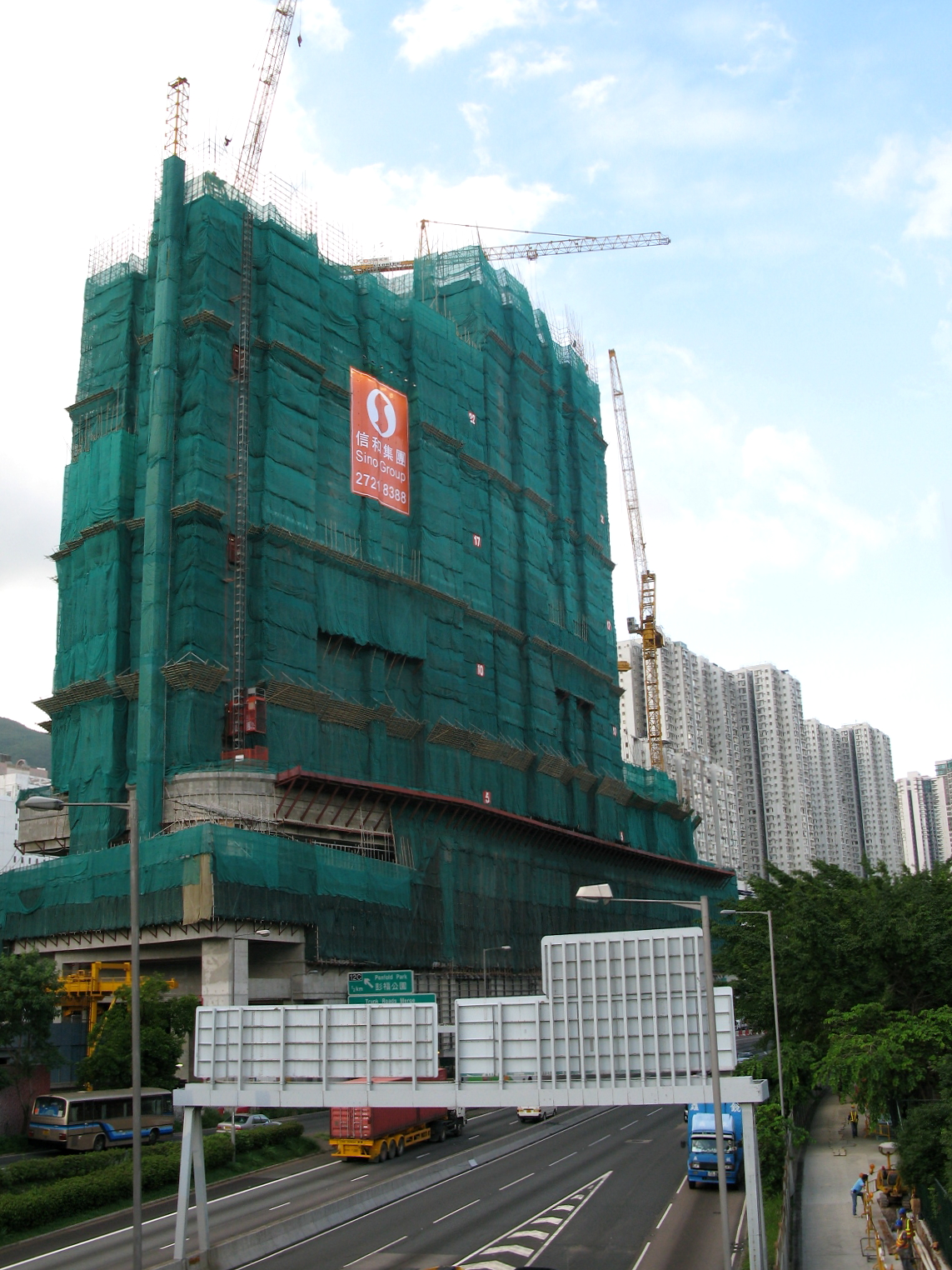
興建中的御龍山（2007年8月）
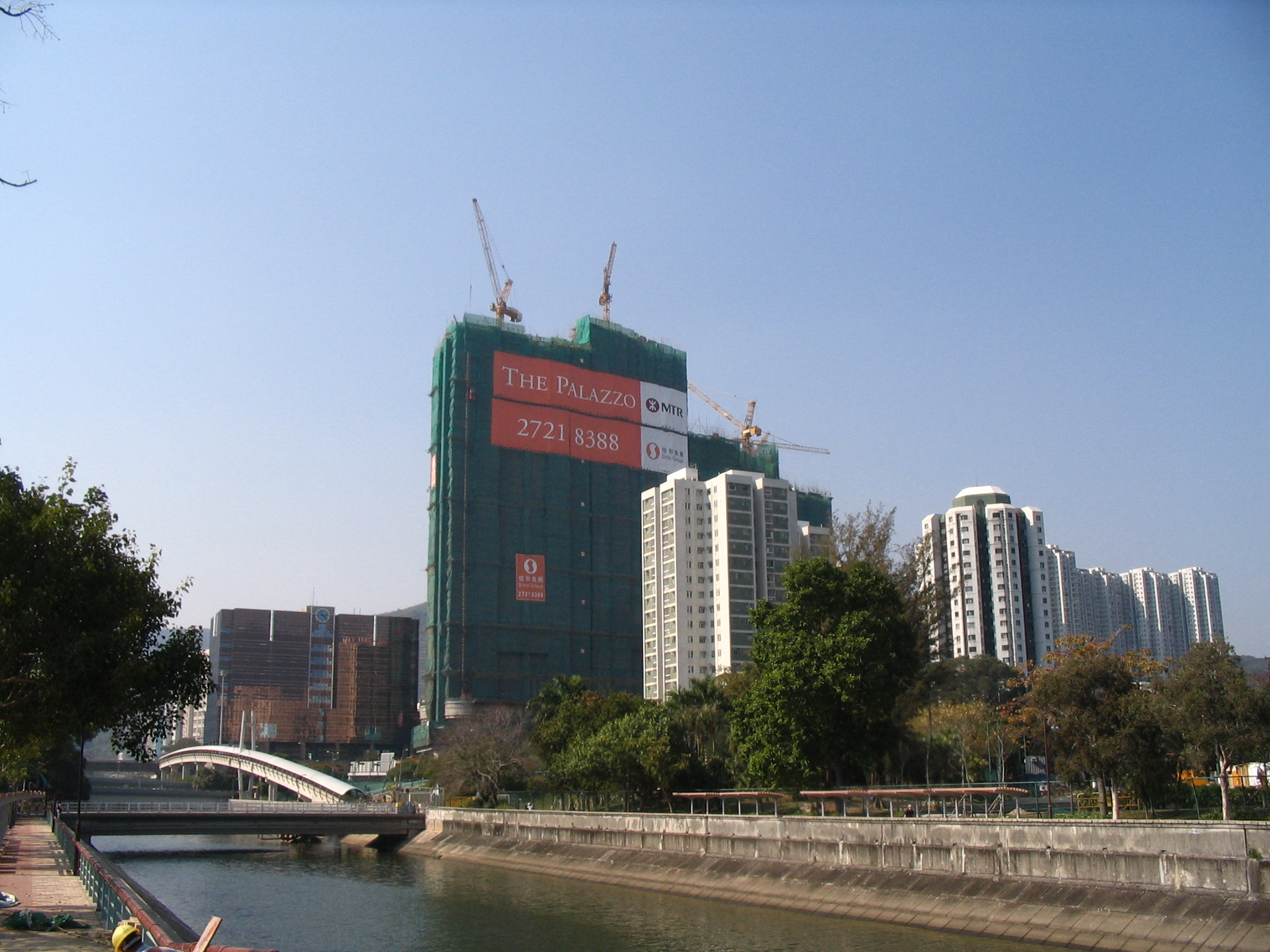
興建中的御龍山（2008年3月）
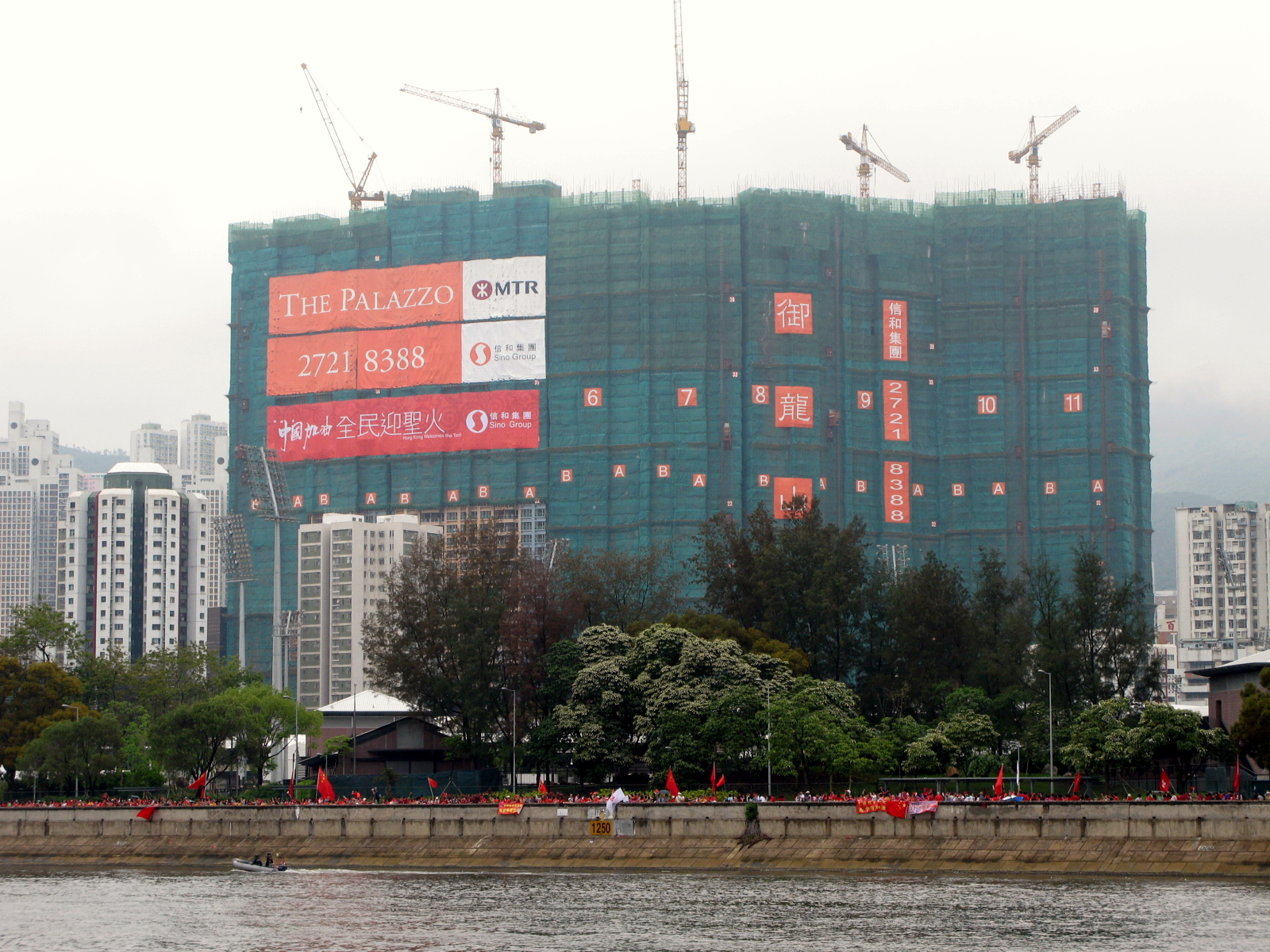
興建中的御龍山（2008年5月）
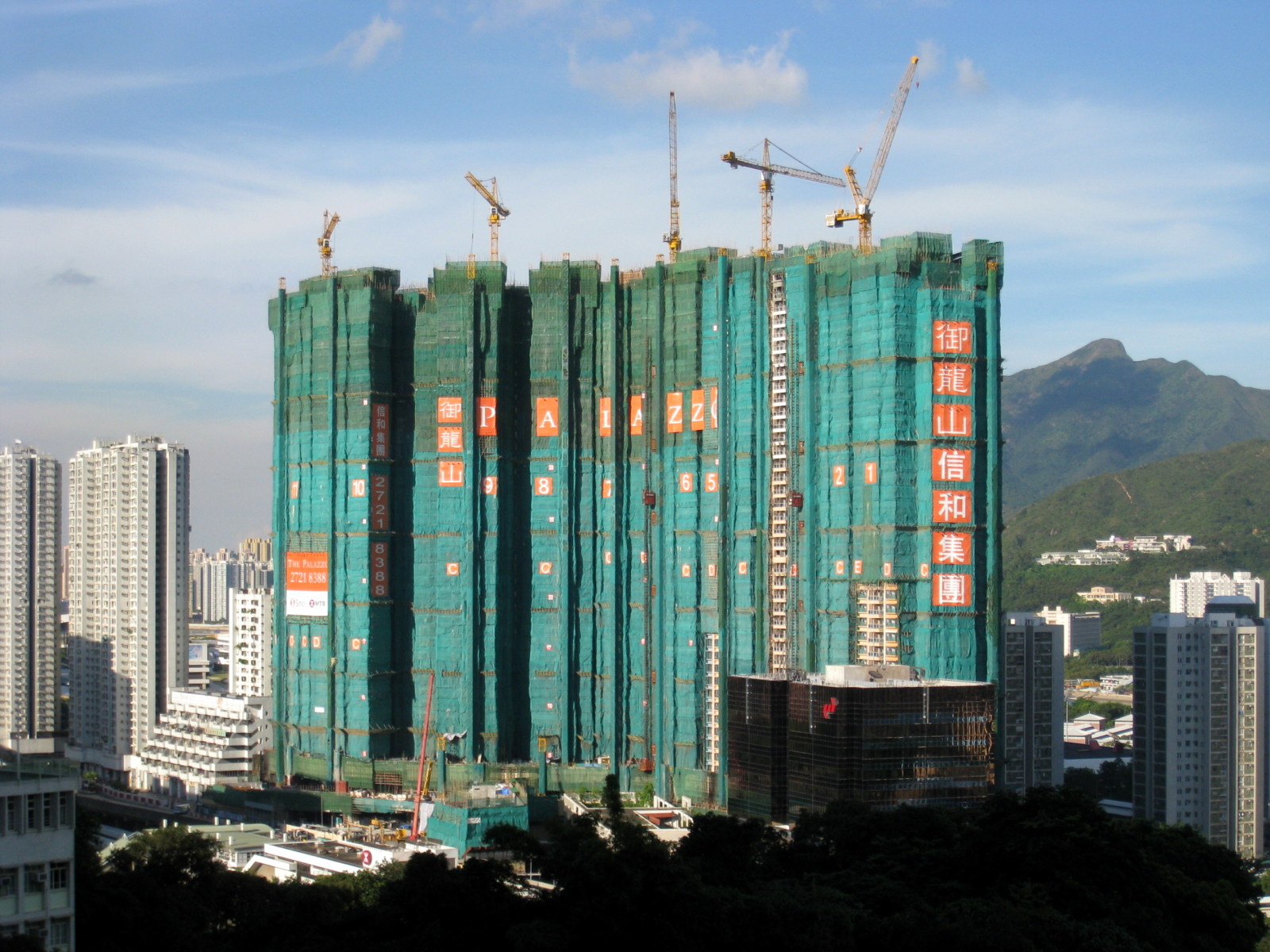
興建中的御龍山（2008年7月）

## 商鋪

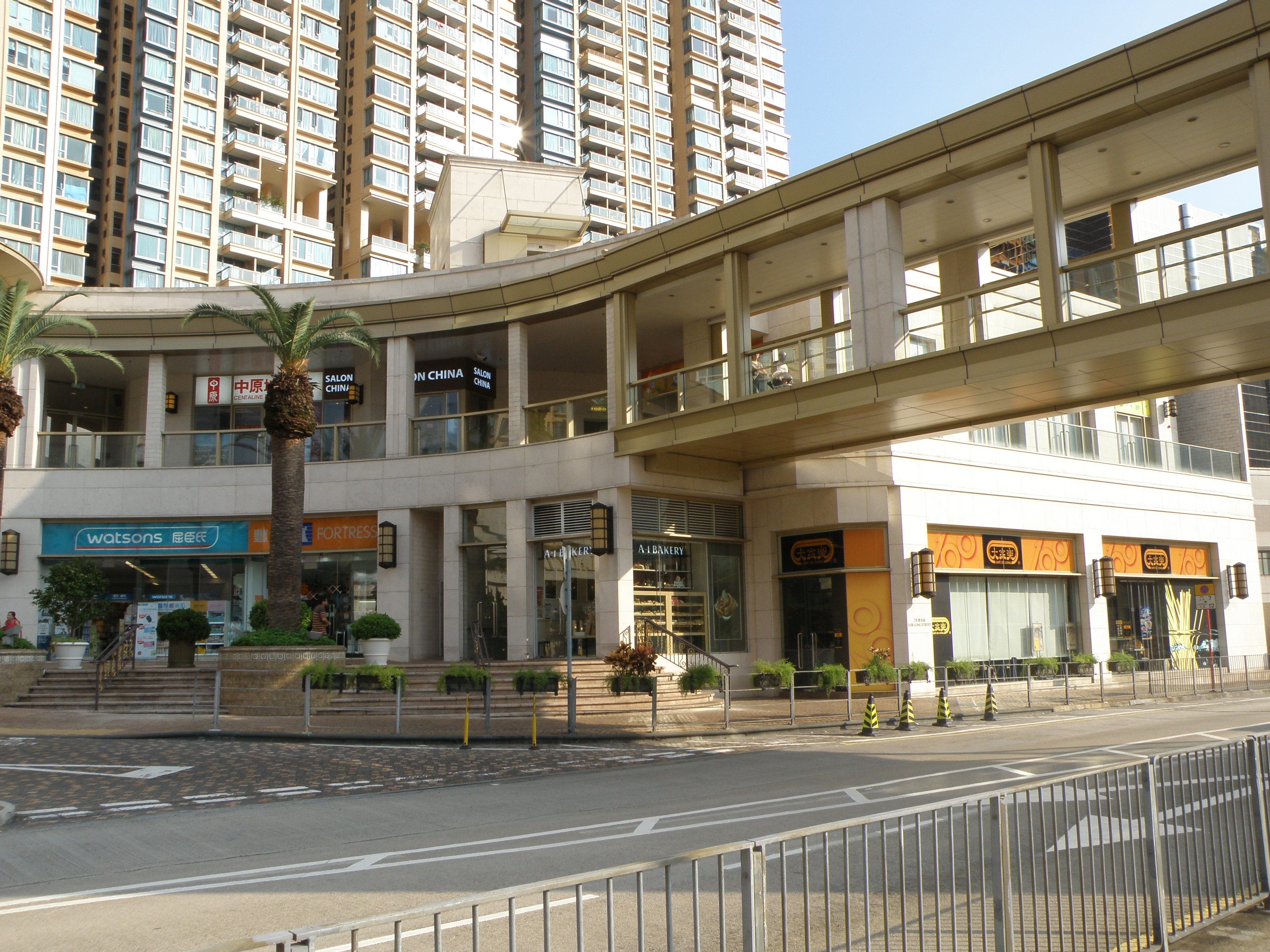
御龍山商店

- 青苗琴行
- Market Place
- 大家樂
- 屈臣氏
- 美聯物業
- 中原地產
- 英王麵包店（已結業）
- 豐澤（已結業）

## 著名住客
- 蔡展鵬，香港警務處高級助理處長

## 鄰近
- 大埔公路
- 火炭鐵路大樓
- 港鐵何東樓車廠
- 銀禧花園
- 銀禧閣
- 香港專業教育學院沙田分校
- 香港體育學院
- 培基小學
- 賽馬會體藝中學
- 沙田馬場
- 火炭工業村

## 註解
1. ↑  原訂為5幢，設有1,560伙[8]，後來更改設計，將每幢樓宇一分為二，並將部分單位改為空中花園。